# Chrīstos Charisīs
Chrīstos Charisīs (in greco Χρήστος Χαρίσης?; Atene, 9 luglio 1976) è un ex cestista greco.

## Carriera
Con la Grecia ha disputato i Campionati europei del 2003.

## Palmarès
- Campionato spagnolo: 1

Saski Baskonia: 2001-02
- Coppa di Polonia: 1

Prokom Sopot: 2008